# Grå mårfältmätare
Grå mårfältmätare (Epirrhoe alternata) är en fjärilsart som beskrevs av Müller 1794. Grå mårfältmätare ingår i släktet Epirrhoe och familjen mätare. Arten är reproducerande i Sverige. Inga underarter finns listade i Catalogue of Life.

## Bildgalleri

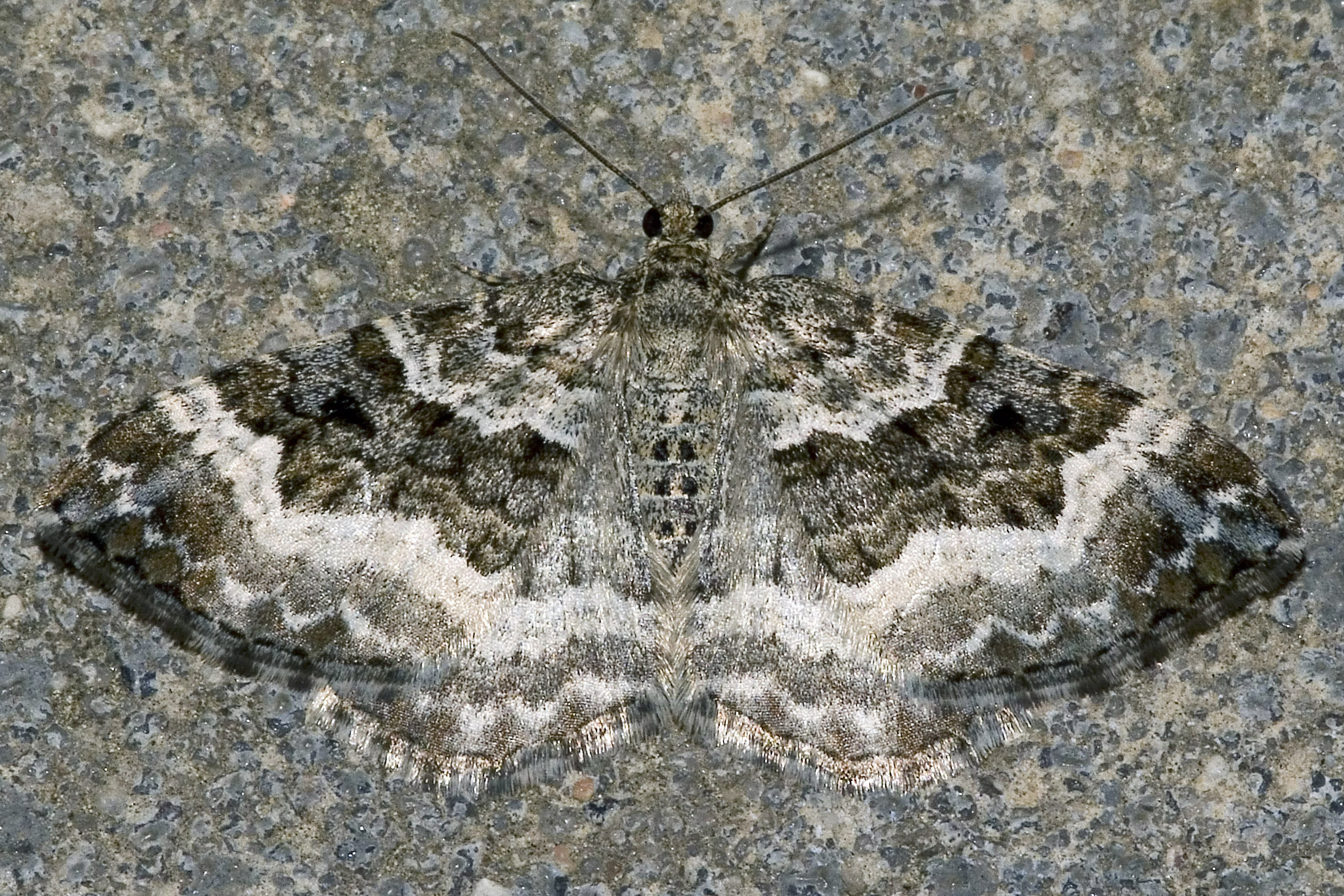
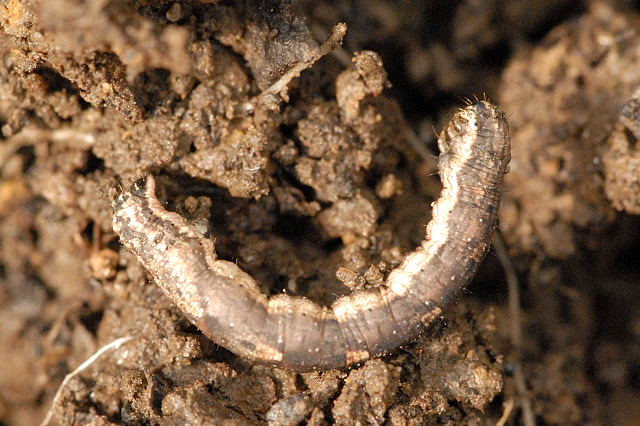
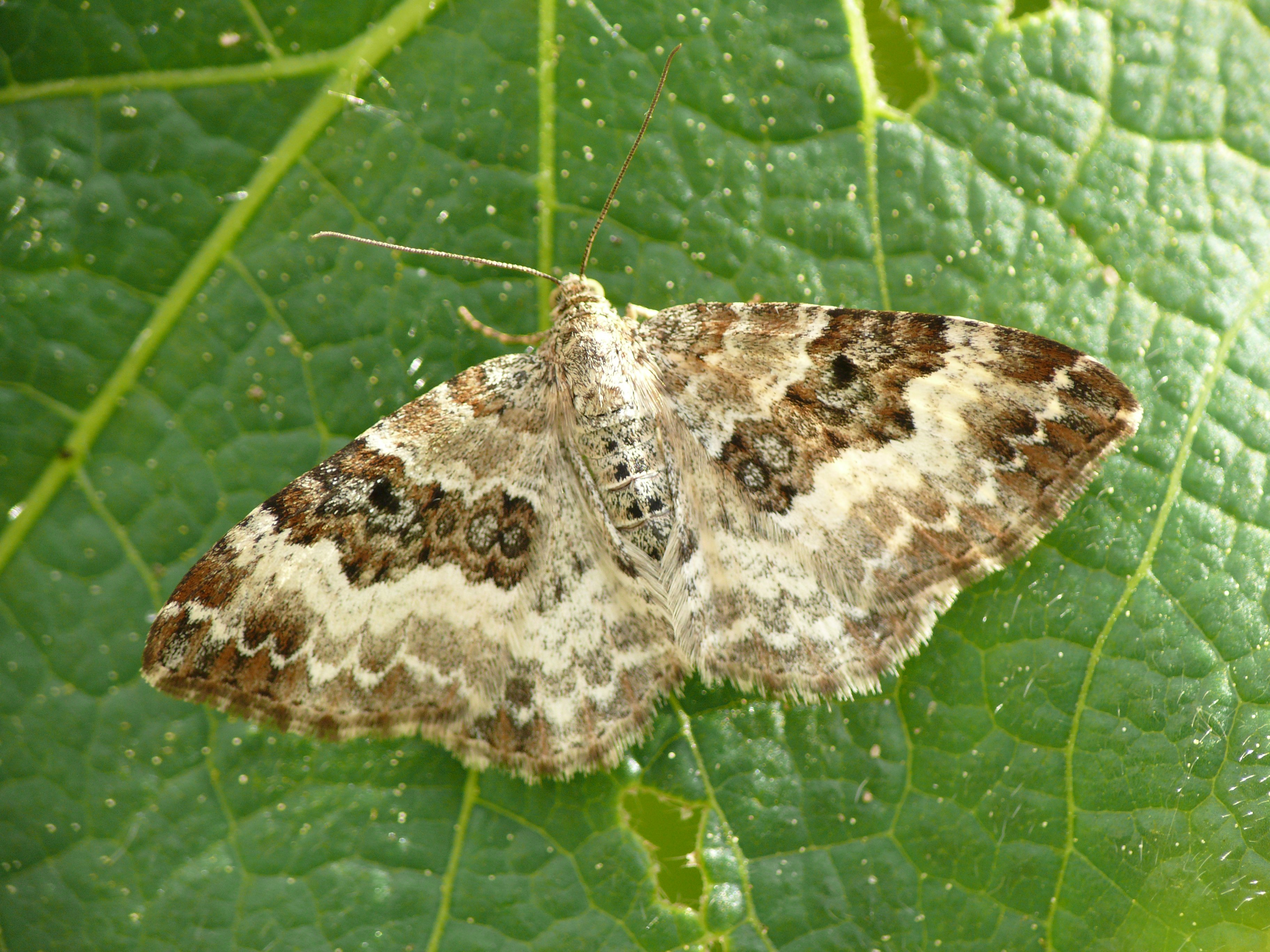